# 侯汝華
侯汝華（1910年—1938年8月），男，客家人，廣東梅縣三坑麻子岗良训堂侯屋人，中国作家、诗人，被視為象徵派或現代派詩人。
侯氏年輕時肄業曾執教鞭，從事文學創作及詩刊工作，並於1936年在上海出版個人詩集《海上謠》。由於侯氏體弱多病，1938年8月病逝，死時28歲。